# Baryglossa tersa
Baryglossa tersa är en tvåvingeart som beskrevs av Munro 1939. Baryglossa tersa ingår i släktet Baryglossa och familjen borrflugor.
Artens utbredningsområde är Kenya. Inga underarter finns listade.